# Rena humilis
Rena humilis é uma espécie de serpente da família Leptotyphlopidae. A espécie é nativa do sudoeste dos Estados Unidos e do norte do México. Seis subespécies são reconhecidas como válidas, incluindo a subespécie nominotípica descrita aqui.

## Descrição

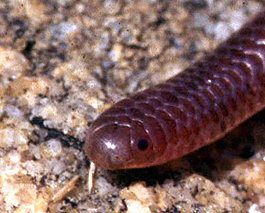
Vista aproximada da cabeça de R. humilis

R. humilis, como a maioria das espécies da família Leptotyphlopidae, assemelha-se a uma minhoca longa. Vive em tocas subterrâneas e, como não necessita de visão, seus olhos são majoritariamente vestigiais. Tem coloração rosa, roxa ou marrom-prateada, brilhante, com corpo cilíndrico, semelhante a uma minhoca, com extremidades arredondadas e olhos negros detectores de luz. O crânio é espesso para facilitar a escavação, e possui uma espinha na extremidade da cauda que usa para alavancagem. Geralmente mede menos de 30 cm de comprimento total (incluindo a cauda) e é tão fina quanto uma minhoca. Esta espécie apresenta fluorescência sob luz ultravioleta de baixa frequência (luz negra).
No topo da cabeça, entre as escamas oculares, R. humilis possui apenas uma escama (Rena dulcis [en] tem três escamas).

## Distribuição geográfica
R. humilis é encontrada no sudoeste dos Estados Unidos e no norte do México. Nos EUA, sua distribuição abrange do sudoeste e Trans-Pecos [en], no Texas, até o sul e centro do Arizona, sul de Nevada, sudoeste de Utah e sul da Califórnia. No México, está presente nos estados de Baja California, Sonora, Sinaloa, Nayarit, Jalisco, Colima, Chihuahua, Durango, Coahuila, Tamaulipas e San Luis Potosí.
A localidade-tipo indicada é "Valliecitas, Cal." A localidade-tipo foi restrita por Laurence Monroe Klauber (1931) para "proximidades de Vallecito, leste do condado de San Diego, Califórnia," e por Bayard H. Brattstrom (1953) para "a zona de Vida Sonorana Superior da área de Vallecito".

## Habitat e dieta
R. humilis vive no subsolo, às vezes a até 20 metros de profundidade, e é conhecida por invadir ninhos de formigas e cupins. Sua dieta consiste principalmente de insetos, suas larvas e ovos. É encontrada em desertos e matagais onde o solo é solto o suficiente para permitir a escavação.

## Subespécies
| Subespécie       | Autoridade           |
| ---------------- | -------------------- |
| R. h. cahuilae   | Klauber, 1931        |
| R. h. humilis    | Baird & Girard, 1853 |
| R. h. levitoni   | Murphy, 1975         |
| R. h. lindsayi   | Murphy, 1975         |
| R. h. tenuiculus | Garman, 1884         |
| R. h. utahensis  | V. Tanner, 1938      |